# Josef Pallweber
Josef Pallweber war ein österreichischer Ingenieur. Er gilt als der Erfinder der ersten Digitaluhren.

## Leben

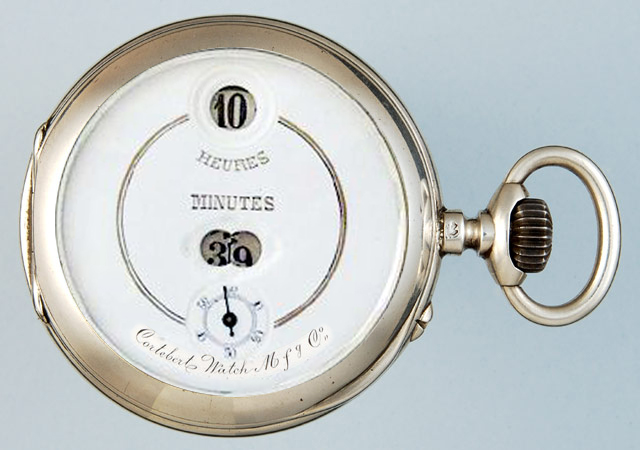
Cortébert-Uhr nach dem Prinzip Pallweber

Der Vordenker meldete 1883 in Salzburg das Patent auf Uhren mit springenden Ziffern (Jump Hour) an und vergab verschiedene Lizenzen darauf. Zuerst gab Cortébert Watch Co. eine Pallweber Uhr heraus und in der Folge die International Watch Company (IWC), welche 1885 mit einer Digitaluhr auf den Markt ging. Die neuartigen Taschenuhren, welche auf der Patentlizenz von Josef Pallweber basierten, wurden gemäß IWC nach ihrem Erfinder im Volksmund auch als Pallweber-Uhr bezeichnet. An Stelle des üblichen Zifferblattes hatten die Uhren in einem weißen, schwarzen oder vergoldeten Emailzifferblatt zwei Öffnungen, in welchen die Stunden und Minuten nach Josef Pallwebers Vorbild mit Sprungziffern dargestellt wurden. Einzig die Sekundenanzeige erinnerte an herkömmliche Uhren.
Der neue Stil, verbunden mit der technischen Innovation, führte dazu, dass IWC 20.000 Stück der wertvollen Taschenuhren fertigte.
Nach der erfolgreichen Episode, die mit Anteil daran hatte, dass sich die IWC zu Beginn des 20. Jahrhunderts (mit 183 Mitarbeitenden und Stückzahlen von 231.000) als ernstzunehmende Marke etablierte, verebbte das Interesse an den Pallweber-Uhren. Anlässlich des Firmenjubiläums 150 Jahre IWC erschien 2018 die Edition "Tribute to Pallweber".
Die Markenrechte des Namens "JOSEF PALLWEBER" wurden in 2010 von einem Schweizer erworben, welcher seither der Erfindung der digitalen Zeitanzeige mit neuen Uhren zu neuem Glanz verhilft.